# Старогръцки език
Старогръцкият език принадлежи на индоевропейското езиково семейство. Възниква около XVI век пр.н.е. и не спира да се развива вече под названието новогръцки език. Старогръцкият не представлява друг език, а е просто форма на цялостния гръцки език, просъществувала в определен исторически отрязък и преминала в следващата, която е довела до обособяването на новогръцкия език, който е и официален за днешната гръцка държава. Старогръцкият език не е единен, а се дели на няколко диалекта, сред които са йонийски (остров Евбея, Цикладски острови), атически (полуостров Атика), тесалийски (Тесалия), дорийски (Лакония, Месения, Арголида, остров Крит и други), аркадо-кипърски диалект (Аркадия и остров Кипър) и т.н. северозападни диалекти (Епир, Фокида, Локрида, Ахея, Елида) и други.

## Азбука
Азбуката е пренесена от Финикия около 820 г. пр.н.е. и се състои от 24 букви, както и 7 допълнителни, които са излезли от употреба.

## Граматика
Езикът е падежен. Има 7 времена, 3 рода (мъжки, женски, среден), 6 наклонения, 3 склонения, 5 падежа (именителен, родителен, дателен, винителен, звателен).
Примерни таблици за старогръцки

## Диалекти
Старогръцкият език има 6 основни диалекта: йонийски, атически, тесалийски, дорийски, аркадо-кипърски, северозападен.